# 赫羅扎 (庫皮揚斯克區)
49°40′16″N 37°12′24″E / 49.67111°N 37.20667°E
赫羅扎（羅馬化：Hroza）是位於烏克蘭東部的村莊，由哈爾科夫州庫皮揚斯克區的舍夫琴科韦市镇負責管轄。該村處於中巴拉克利卡河源頭，距離奧胡爾齊夫卡1公里，始建於1922年，面積1.81平方公里，海拔高度167米，2001年人口501。